# Menahga
La ville américaine de Menahga est située dans le comté de Wadena, dans l’État du Minnesota. Lors du recensement de 2010, sa population s’élevait à 1 306 habitants.

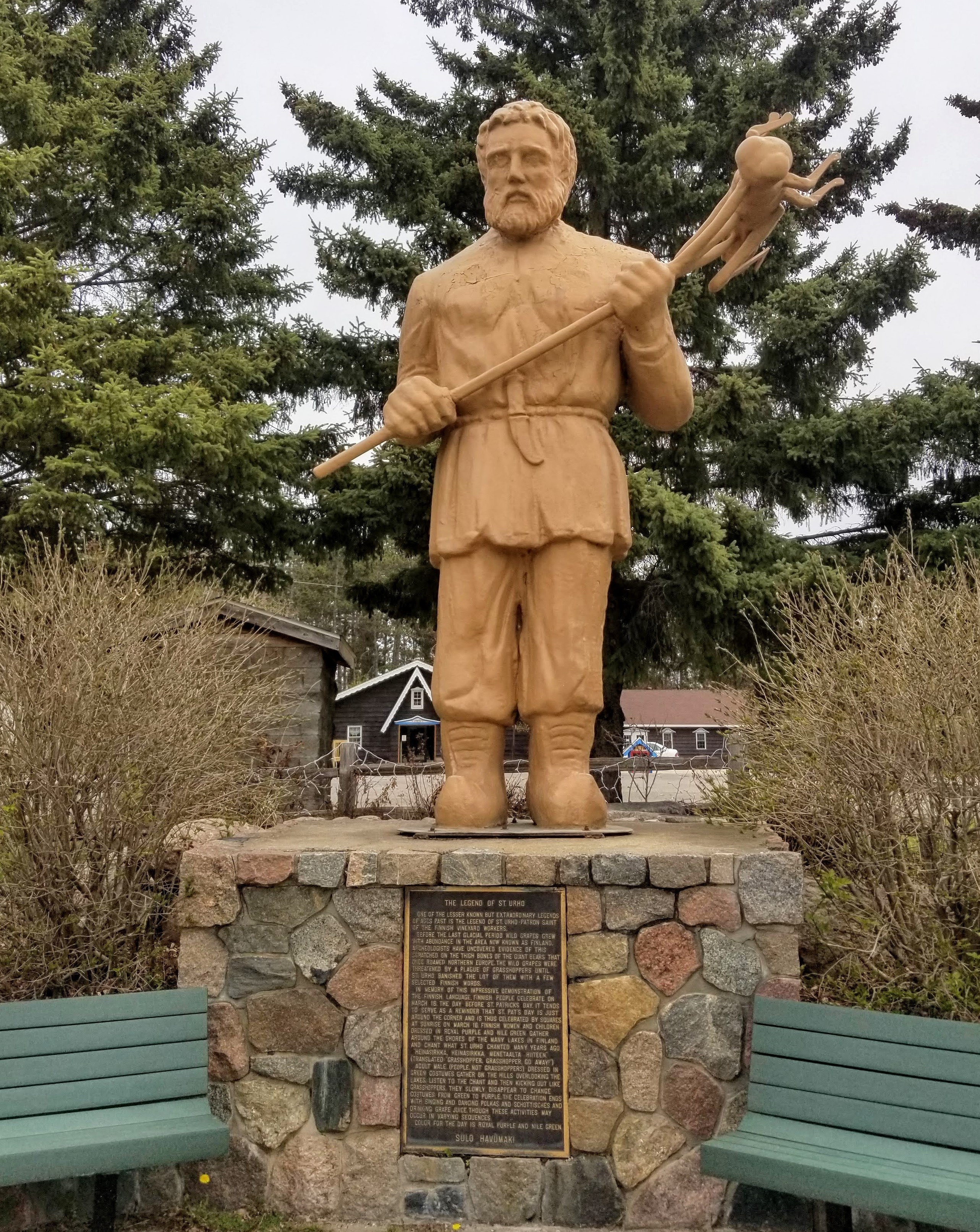
La statue de Saint Urho

## Personnalité liée à la ville
Wally Wood est né à Menahga en 1927.

## Source
- (en) Cet article est partiellement ou en totalité issu de l’article de Wikipédia en anglais intitulé « Menahga, Minnesota » (voir la liste des auteurs).